# Неилтон
Неи́лтон Ме́йра Месцк  (порт.-браз. Neílton Meira Mestzk; род. 17 февраля 1994, Нануки, Минас-Жерайс), более известный как просто Неилтон — бразильский футболист, нападающий.

## Биография
Воспитанник футбольного клуба «Сантоса», в котором играл с 14 лет. 20 марта Неилтон был переведён в первую команду футбольного клуба «Сантос». Дебют в первой команде он провел на следующий день в игре Лига Паулиста против клуба «Мирасол». В чемпионате Бразилии он дебютировал 29 мая в матче против «Ботафого». В этом матче Неилтон на 72 минуте сделал голевую передачу на Вальтера Монтильо. Несмотря на это, «Рыбы» тот матч проиграли со счётом 2:1.
Неилтон был лучшим бомбардиром клуба в Кубке Сан-Паулу 2013, вместе с Живой. После таких выступлений Неилтоном заинтересовались несколько ведущих клубов Европы, в частности лондонский «Челси». Свой первый гол в чемпионате он забил 6 июня в матче против «Крисиума». Этот гол был забит на 92 минуте. В итоге «Сантос» в этом матче победил со счетом 3:1. 14 июня Неилтон сделал свой первый дубль в матче против «Португеза».
5 июня 2014 года перешёл в «Крузейро». В 2015—2016 годах на правах аренды выступал за «Ботафого». В 2017 году сначала выступал за «Сан-Паулу», а затем перешёл в салвадорскую «Виторию». С 2019 года на правах аренды выступает за «Интернасьонал».

## Достижения
- Чемпион Бразилии (1): 2014
- Чемпион Бразилии в Серии B (1): 2015
- Финалист Кубка Бразилии (1): 2014
- Лучший игрок молодёжного чемпионата Бразилии
- Обладатель Золотой бутсы молодёжного чемпионата Бразилии